# Kabinett Kraft II
Das Kabinett Kraft II bildete vom 20. Juni 2012 bis zum 27. Juni 2017 die Landesregierung von Nordrhein-Westfalen unter der Ministerpräsidentin Hannelore Kraft. Die Sozialdemokratische Partei Deutschlands und Bündnis 90/Die Grünen strebten nach ihrem Erfolg bei den vorgezogenen Neuwahlen im Mai 2012 die Fortsetzung der rot-grünen Koalition (Kabinett Kraft I) an.
Am 12. Juni 2012 stellten die Partei- und Fraktionsspitzen den Koalitionsvertrag vor, der am 15. Juni von Parteitagen beider Koalitionspartner verabschiedet wurde.
Am 20. Juni wurde Hannelore Kraft durch den Landtag mit 137 Stimmen zur Ministerpräsidentin gewählt. Sie erhielt damit neun Stimmen mehr, als die rot-grüne Koalition an Sitzen im Parlament innehatte. Mehrere Abgeordnete der Piratenpartei im Landtag hatten angekündigt, für Kraft zu stimmen.
Im Vorfeld waren nur die grünen Mitglieder der Regierung bekanntgegeben worden; die Zusammensetzung des gesamten Kabinetts erfolgte am 21. Juni 2012. Gegenüber dem ersten Kabinett gab es kaum Änderungen; das bisherige Ministerium für Wirtschaft, Energie, Bauen, Wohnen und Verkehr wurde auf zwei Ministerien aufgeteilt. Deren Minister, Garrelt Duin und Michael Groschek, waren auch die einzigen Neuzugänge im Kabinett. Der bisherige Minister für Wirtschaft, Energie, Bauen, Wohnen und Verkehr Harry Voigtsberger hatte am 19. Juni erklärt, dem neuen Kabinett nicht mehr angehören zu wollen.
Die Posten der Staatssekretäre für Inneres und für Integration blieben einige Monate unbesetzt, was unter anderem vom CDU-Abgeordneten Lutz Lienenkämper kritisiert wurde. Nach Angaben der Staatskanzlei wollte man sich bei der Entscheidung über die Neubesetzung Zeit lassen. Am 17. Dezember 2013 wurden drei neue Staatssekretäre ernannt; neben den vakanten Posten wurde auch das Amt der Staatssekretärin im Gesundheitsministerium neu besetzt.
Eine weitere Neubesetzung erfolgte zum 1. Juni 2014, als Michael von der Mühlen neuer Staatssekretär im Ministerium für Bauen, Wohnen, Stadtentwicklung und Verkehr wurde. Er trat die Nachfolge von Gunther Adler an, der als Staatssekretär ins Bundesministerium für Umwelt, Naturschutz, Bau und Reaktorsicherheit wechselte.

## Abstimmung im Landtag Nordrhein-Westfalen
| Wahlgang                                                                                           | Kandidatin        | Kandidatin            | Stimmen    | Stimmenzahl | Anteil | Unterstützer | Unterstützer | Unterstützer               |
| -------------------------------------------------------------------------------------------------- | ----------------- | --------------------- | ---------- | ----------- | ------ | ------------ | ------------ | -------------------------- |
| 1. Wahlgang                                                                                        |                   | Hannelore Kraft (SPD) | Ja-Stimmen | 137         | 57,8 % |              |              | SPD, Bündnis 90/Die Grünen |
| 1. Wahlgang                                                                                        | Nein-Stimmen      | Hannelore Kraft (SPD) | 94         | 39,7 %      |        |              |              | SPD, Bündnis 90/Die Grünen |
| 1. Wahlgang                                                                                        | Enthaltungen      | Hannelore Kraft (SPD) | 3          | 1,3 %       |        |              |              | SPD, Bündnis 90/Die Grünen |
| 1. Wahlgang                                                                                        | Ungültige Stimmen | Hannelore Kraft (SPD) | 0          | 0,0 %       |        |              |              | SPD, Bündnis 90/Die Grünen |
| 1. Wahlgang                                                                                        | nicht abgegeben   | Hannelore Kraft (SPD) | 3          | 1,3 %       |        |              |              | SPD, Bündnis 90/Die Grünen |
| Damit wurde Hannelore Kraft wieder zur Ministerpräsidentin des Landes Nordrhein-Westfalen gewählt. |                   |                       |            |             |        |              |              |                            |

## Kabinett
| Amt oder Ressort                                                                          | Bild                                                     | Amtsinhaber(in)                                                                  | Partei | Partei                                                                       | Staatssekretär(in) | Partei | Partei |
| ----------------------------------------------------------------------------------------- | -------------------------------------------------------- | -------------------------------------------------------------------------------- | ------ | ---------------------------------------------------------------------------- | --- | ------ | ------ |
| Ministerpräsidentin                                                                       |                                                          | Hannelore Kraft                                                                  |        | SPD                                                                          | Franz-Josef Lersch-Mense (Chef der Staatskanzlei) (bis 1. Oktober 2015)                                                    |        | SPD    |
| Ministerpräsidentin                                                                       | Thomas Breustedt (Regierungssprecher)                    | Hannelore Kraft                                                                  |        | SPD                                                                          | |        | SPD    |
| Stellvertreterin der Ministerpräsidentin                                                  |                                                          | Sylvia Löhrmann                                                                  |        | Grüne                                                                        | |        |        |
| Schule und Weiterbildung                                                                  | Ludwig Hecke                                             | Sylvia Löhrmann                                                                  |        | Grüne                                                                        | Grüne |        |        |
| Finanzen                                                                                  |                                                          | Norbert Walter-Borjans                                                           |        | SPD                                                                          | Rüdiger Messal |        | SPD    |
| Wirtschaft, Energie, Industrie, Mittelstand und Handwerk                                  |                                                          | Garrelt Duin                                                                     | SPD    | Günther Horzetzky                                                            | SPD |        |        |
| Inneres und Kommunales                                                                    |                                                          | Ralf Jäger                                                                       | SPD    | Hans-Ulrich Krüger (bis Oktober 2013) Bernhard Nebe (seit 17. Dezember 2013) | SPD |        |        |
| Arbeit, Integration und Soziales                                                          |                                                          | Guntram Schneider (bis 1. Oktober 2015) Rainer Schmeltzer (seit 1. Oktober 2015) | SPD    | Wilhelm Schäffer                                                             | |        |        |
| Arbeit, Integration und Soziales                                                          | Zülfiye Kaykin (für Integration; bis 11. September 2013) | Guntram Schneider (bis 1. Oktober 2015) Rainer Schmeltzer (seit 1. Oktober 2015) | SPD    |                                                                              | SPD |        |        |
| Arbeit, Integration und Soziales                                                          | Thorsten Klute (seit 17. Dezember 2013)                  | Guntram Schneider (bis 1. Oktober 2015) Rainer Schmeltzer (seit 1. Oktober 2015) | SPD    | SPD                                                                          | |        |        |
| Justiz                                                                                    |                                                          | Thomas Kutschaty                                                                 | SPD    | Karl-Heinz Krems                                                             | SPD |        |        |
| Klimaschutz, Umwelt, Landwirtschaft, Natur- und Verbraucherschutz                         |                                                          | Johannes Remmel                                                                  |        | Grüne                                                                        | Udo Paschedag (bis 19. Februar 2013) Peter Knitsch (seit 19. Februar 2013) Horst Becker (Parlamentarischer Staatssekretär) |        | Grüne  |
| Bauen, Wohnen, Stadtentwicklung und Verkehr                                               |                                                          | Michael Groschek                                                                 |        | SPD                                                                          | Gunther Adler (bis 31. März 2014)                                                                                          |        | SPD    |
| Bauen, Wohnen, Stadtentwicklung und Verkehr                                               | Michael von der Mühlen (seit 1. Juni 2014)               | Michael Groschek                                                                 | SPD    | SPD                                                                          | |        |        |
| Innovation, Wissenschaft und Forschung                                                    |                                                          | Svenja Schulze                                                                   | SPD    | Helmut Dockter (bis 30. September 2014)                                      | SPD |        |        |
| Innovation, Wissenschaft und Forschung                                                    | Thomas Grünewald (seit 1. Oktober 2014)                  | Svenja Schulze                                                                   | SPD    | SPD                                                                          | |        |        |
| Familie, Kinder, Jugend, Kultur und Sport                                                 |                                                          | Ute Schäfer (bis 1. Oktober 2015) Christina Kampmann (seit 1. Oktober 2015)      | SPD    | Klaus Schäfer (bis 1. Oktober 2012)                                          | SPD |        |        |
| Familie, Kinder, Jugend, Kultur und Sport                                                 | Bernd Neuendorf (seit 1. Oktober 2012)                   | Ute Schäfer (bis 1. Oktober 2015) Christina Kampmann (seit 1. Oktober 2015)      | SPD    | SPD                                                                          | |        |        |
| Gesundheit, Emanzipation, Pflege und Alter                                                |                                                          | Barbara Steffens                                                                 |        | Grüne                                                                        | Marlis Bredehorst (bis 17. Dezember 2013)                                                                                  |        | Grüne  |
| Gesundheit, Emanzipation, Pflege und Alter                                                | Martina Hoffmann-Badache (seit 17. Dezember 2013)        | Barbara Steffens                                                                 |        | Grüne                                                                        | |        | Grüne  |
| Bundesangelegenheiten, Europa und Medien seit 1. Oktober 2015 auch Chef der Staatskanzlei |                                                          | Angelica Schwall-Düren (bis 1. Oktober 2015)                                     |        | SPD                                                                          | Marc Jan Eumann |        | SPD    |
| Bundesangelegenheiten, Europa und Medien seit 1. Oktober 2015 auch Chef der Staatskanzlei | Franz-Josef Lersch-Mense (seit 1. Oktober 2015)          |                                                                                  |        | SPD                                                                          | Marc Jan Eumann |        | SPD    |